# Polisportiva Val di Sangro 2007-2008
Questa voce raccoglie le informazioni riguardanti   la Polisportiva Val di Sangro nelle competizioni ufficiali della stagione 2007-2008.

## Rosa
| N. |                      | Ruolo | Calciatore              |  |
| -- | -------------------- | ----- | ----------------------- |  |
|    | Italia (bandiera)    | C     | Dario Salvatore Arcuri  |  |
|    | Italia (bandiera)    | P     | Andrea Armellini        |  |
|    | Italia (bandiera)    | C     | Massimiliano Berardini  |  |
|    | Italia (bandiera)    | C     | Alberto Bernardi        |  |
|    | Italia (bandiera)    | C     | Alessandro Bruno        |  |
|    | Italia (bandiera)    | C     | Daniele Cacciaglia      |  |
|    | Italia (bandiera)    | C     | Simone Carioti          |  |
|    | Italia (bandiera)    | C     | Simone Ceccobelli       |  |
|    | Italia (bandiera)    | D     | Lorenzo Cresta          |  |
|    | Italia (bandiera)    | C     | Lorenzo Del Pinto       |  |
|    | Italia (bandiera)    | C     | Massimo Epifani         |  |
|    | Argentina (bandiera) | A     | Lucas Exequiel Fiorotto |  |
|    | Italia (bandiera)    | C     | Luca Galuppi            |  |
|    | Italia (bandiera)    | P     | Stefano Goletti         |  |

| N. |                   | Ruolo | Calciatore           |
| -- | ----------------- | ----- | -------------------- |
|    | Italia (bandiera) | A     | Pasquale Iadaresta   |
|    | Italia (bandiera) | D     | Alex Lieti           |
|    | Italia (bandiera) | D     | Gianluca Marinelli   |
|    | Italia (bandiera) | A     | Roberto Orlandi      |
|    | Italia (bandiera) | D     | Felice Orsinetti     |
|    | Italia (bandiera) | D     | Giacomo Paoli        |
|    | Italia (bandiera) | D     | Gionatha Pazzi       |
|    | Italia (bandiera) | A     | Fabio Piroli         |
|    | Italia (bandiera) | A     | Stefano Romano       |
|    | Cile (bandiera)   | A     | Mauricio Sanguinetti |
|    | Italia (bandiera) | D     | Paolo Seppani        |
|    | Italia (bandiera) | C     | Andrea Sivilla       |
|    | Italia (bandiera) | D     | Vincenzo Vado        |
|    | Italia (bandiera) | C     | Enrico Velardi       |